# Geron subauratus
Geron subauratus är en tvåvingeart som beskrevs av Friedrich Hermann Loew 1863. Geron subauratus ingår i släktet Geron och familjen svävflugor. Inga underarter finns listade i Catalogue of Life.